# Salpinctes obsoletus
La ratona de las rocas o chivirín saltarroca (Salpinctes obsoletus) es una especie de ave paseriforme de la familia Troglodytidae. Es el único miembro del género monotípico Salpinctes.
Es nativo de América del Norte (Canadá, Estados Unidos, México) y América Central, incluyendo Belice, Costa Rica, El Salvador, Guatemala, Honduras y Nicaragua. Su hábitat consiste de matorrales tropicales y subtropicales y áreas rocosas.

## Subespecies
Se distinguen las siguientes subespecies:
- Salpinctes obsoletus guadeloupensis
- Salpinctes obsoletus obsoletus (Say, 1823)
- Salpinctes obsoletus tenuirostris
- Salpinctes obsoletus exul,posiblemente extinto